# We Can Fly (Happinessの曲)
「We Can Fly」（ウィー キャン フライ）は、Happinessの4枚目のシングル。2012年5月16日にユニバーサルシグマから発売。

## 概要
- 前作の｢Wish」から9か月後のシングルである。
- 「CD+DVD」「CDのみ」の2形態で発売。
- DVDには表題曲『We Can Fly』のミュージックビデオを収録。

## 収録曲
CD
1. We Can Fly
作詞：NaNa★MUSiC、作曲：UTA
テレビ東京系『ピラメキーノ』5月度エンディング・テーマ
2. I'm for you
作詞：Kanata Okajima　作曲・編曲：Junichi Hoshino

DVD
1. We Can Fly (Music Video)